# L'Île-Rousse
L'Île-Rousse (franskt uttal: [lil ʁus], korsikanska: Isula Rossa eller Lìsula, svensk översättning: "den röda ön") är en kustort och kommun i departementet Haute-Corse på Korsika i Frankrike. År 2022 hade L'Île-Rousse 3 213 invånare.
Staden grundlades 1765 av Pasquale Paoli. Ett monument med en byst av honom finns i staden. Napoléon Bonaparte hade sitt sommarresidens i L'Île-Rousse.

## Befolkningsutveckling
| Befolkningsutvecklingen i L'Île-Rousse 1968–2021 | Befolkningsutvecklingen i L'Île-Rousse 1968–2021 | Befolkningsutvecklingen i L'Île-Rousse 1968–2021 | Befolkningsutvecklingen i L'Île-Rousse 1968–2021 | Befolkningsutvecklingen i L'Île-Rousse 1968–2021 |
| ------------------------------------------------ | ------------------------------------------------ | ------------------------------------------------ | ------------------------------------------------ | ------------------------------------------------ |
|                                                  |                                                  |                                                  |                                                  |                                                  |
| År                                               |                                                  |                                                  | Folkmängd                                        |                                                  |
| 1968                                             | 1968                                             |                                                  | 2 036                                            |                                                  |
| 1975                                             | 1975                                             |                                                  | 2 360                                            |                                                  |
| 1982                                             | 1982                                             |                                                  | 2 632                                            |                                                  |
| 1990                                             | 1990                                             |                                                  | 2 288                                            |                                                  |
| 1999                                             | 1999                                             |                                                  | 2 774                                            |                                                  |
| 2007                                             | 2007                                             |                                                  | 2 765                                            |                                                  |
| 2015                                             | 2015                                             |                                                  | 3 159                                            |                                                  |
| 2021                                             | 2021                                             |                                                  | 3 220                                            |                                                  |

## Bildgalleri

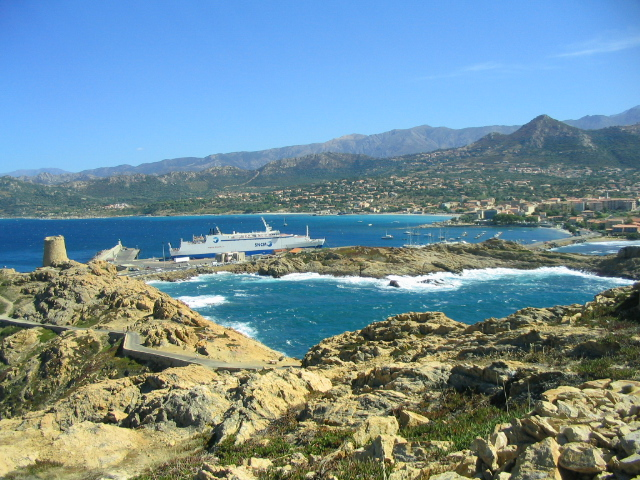
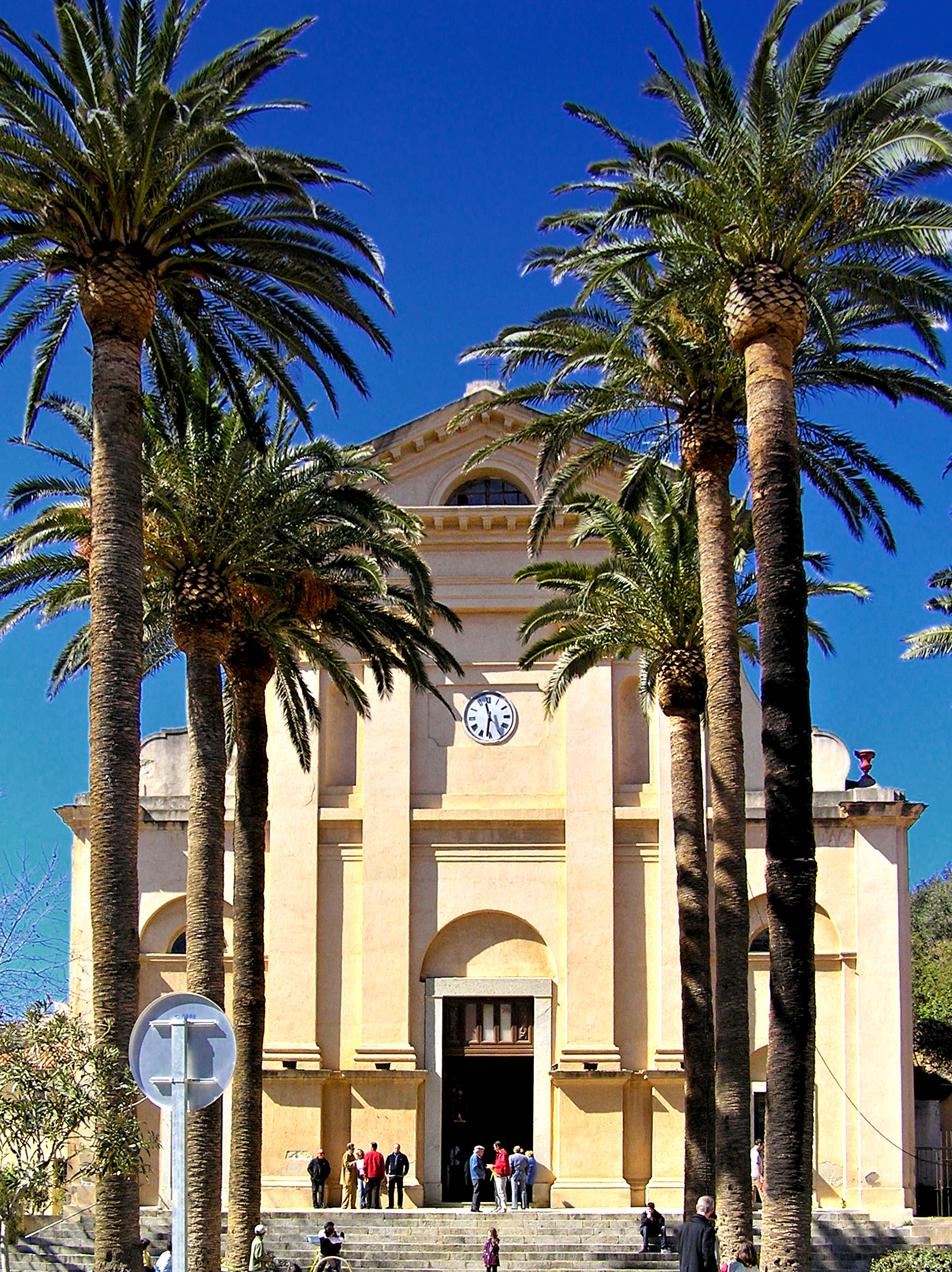
L'église paroissiale
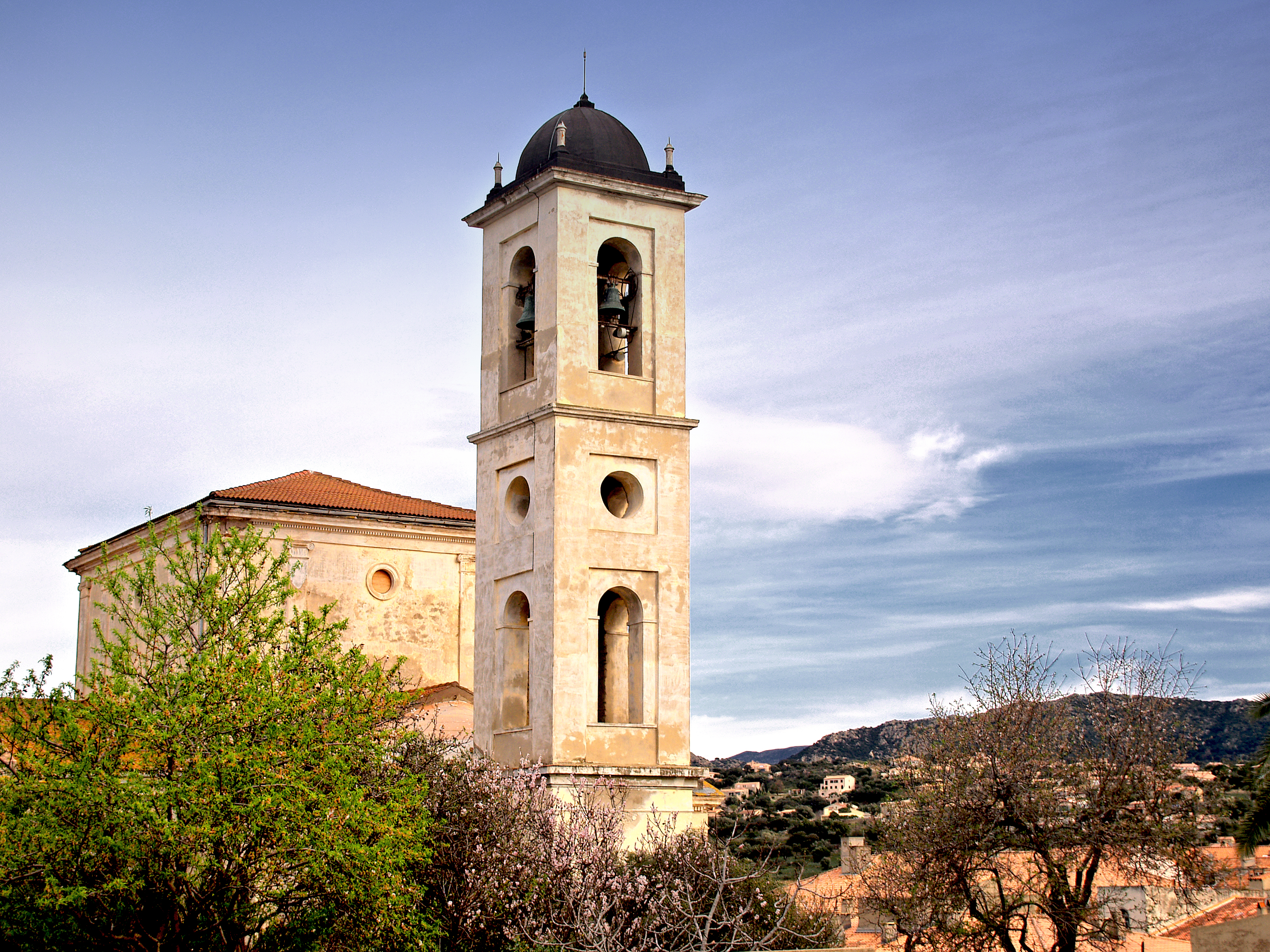
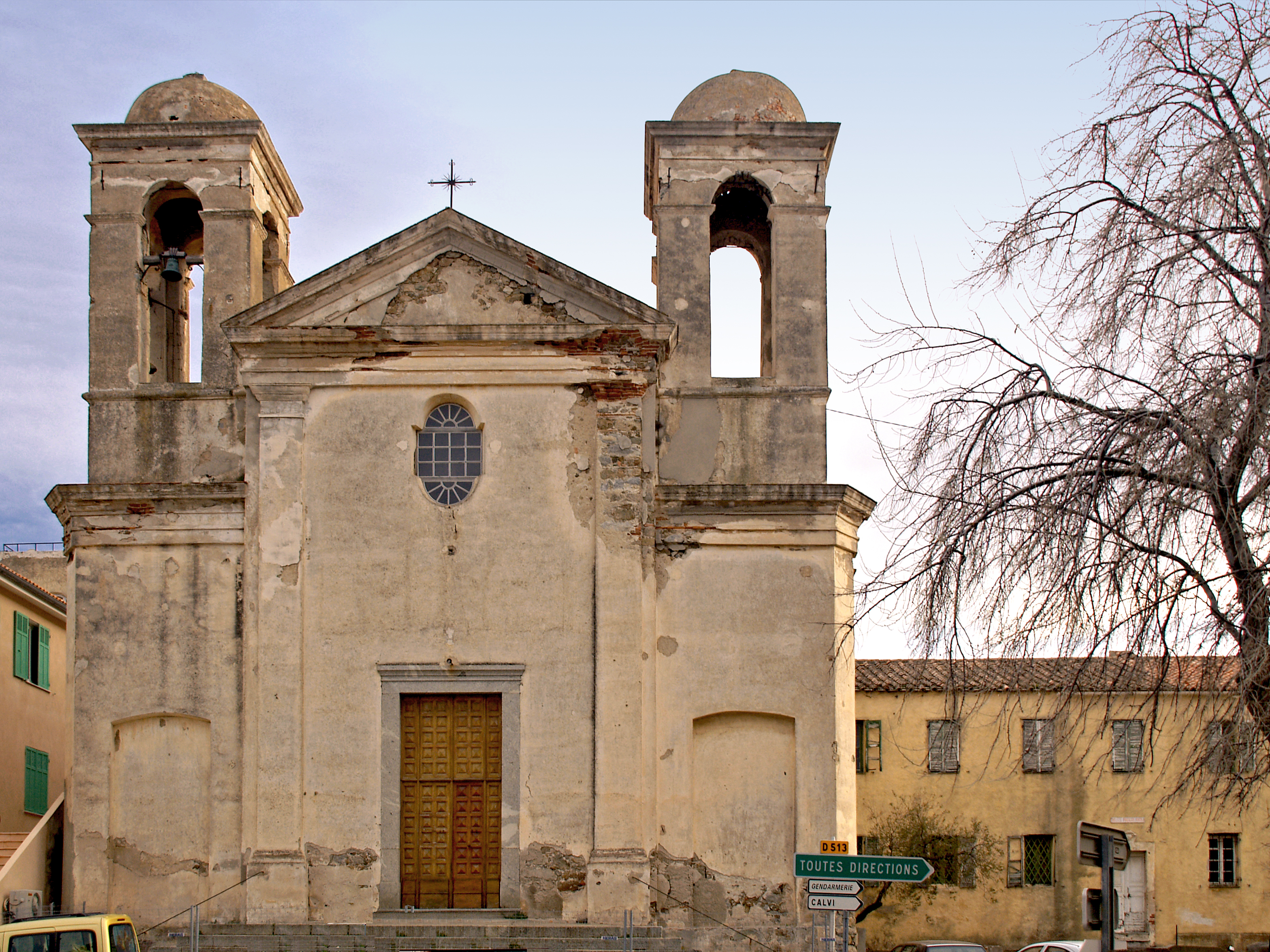
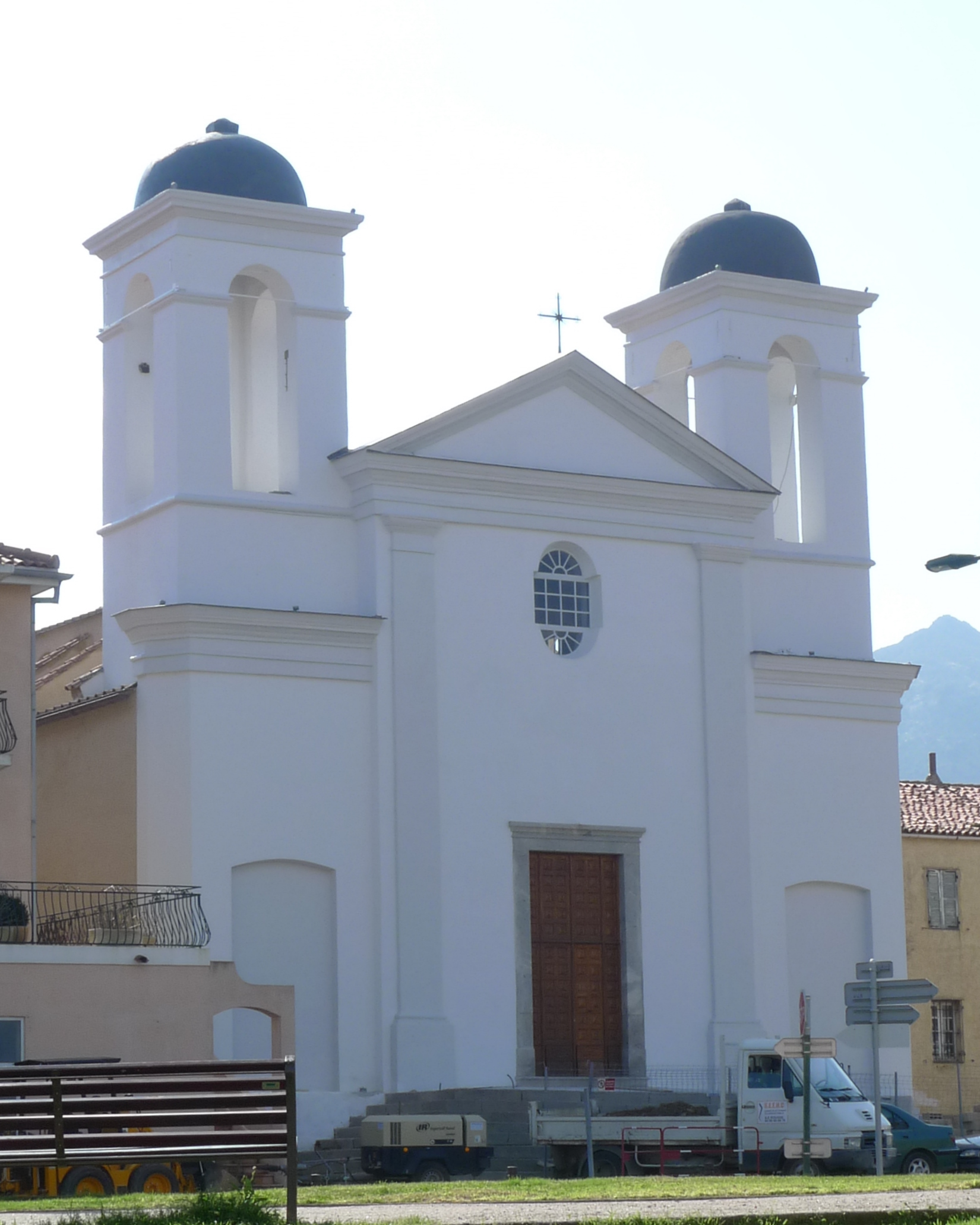
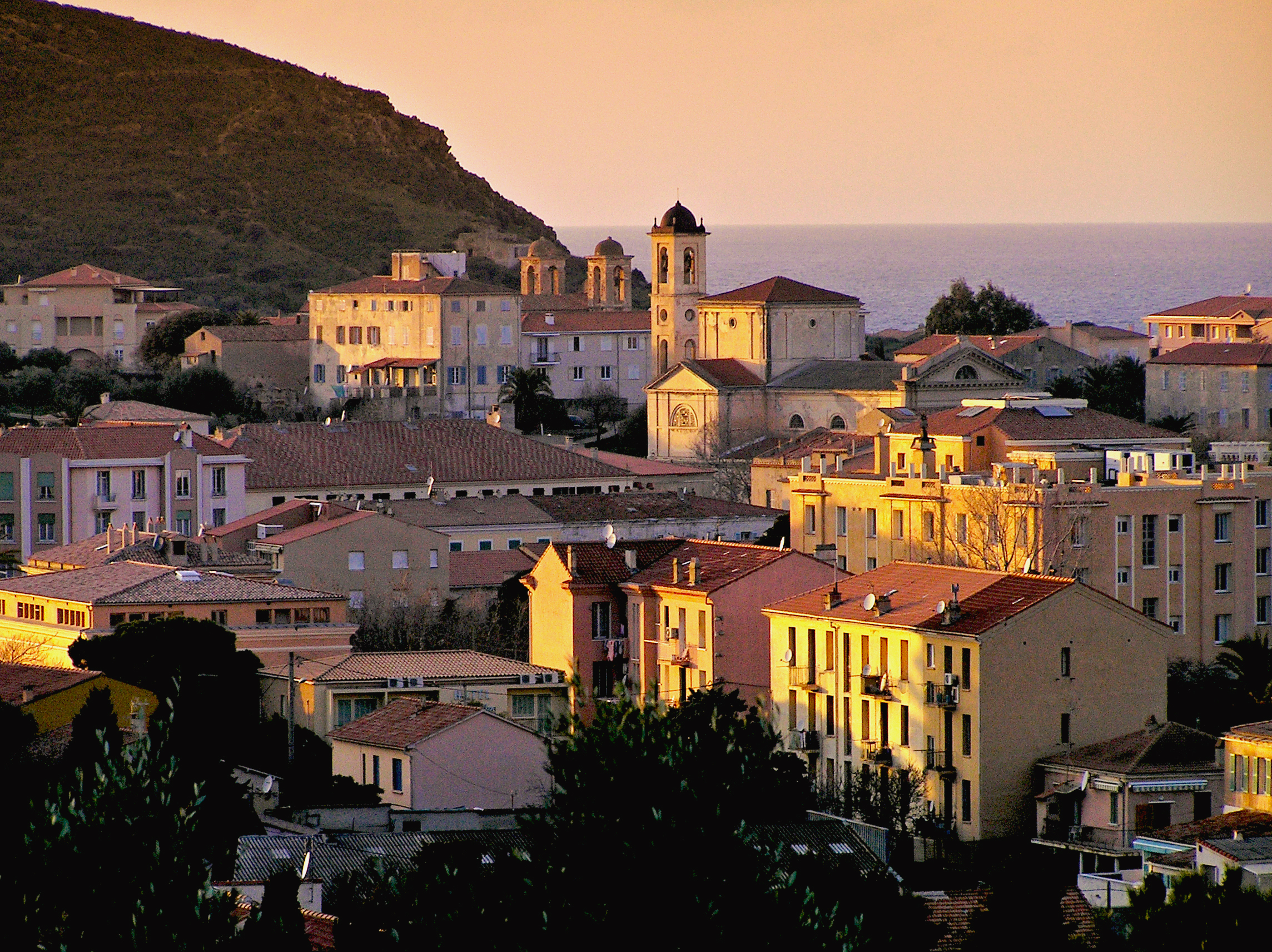
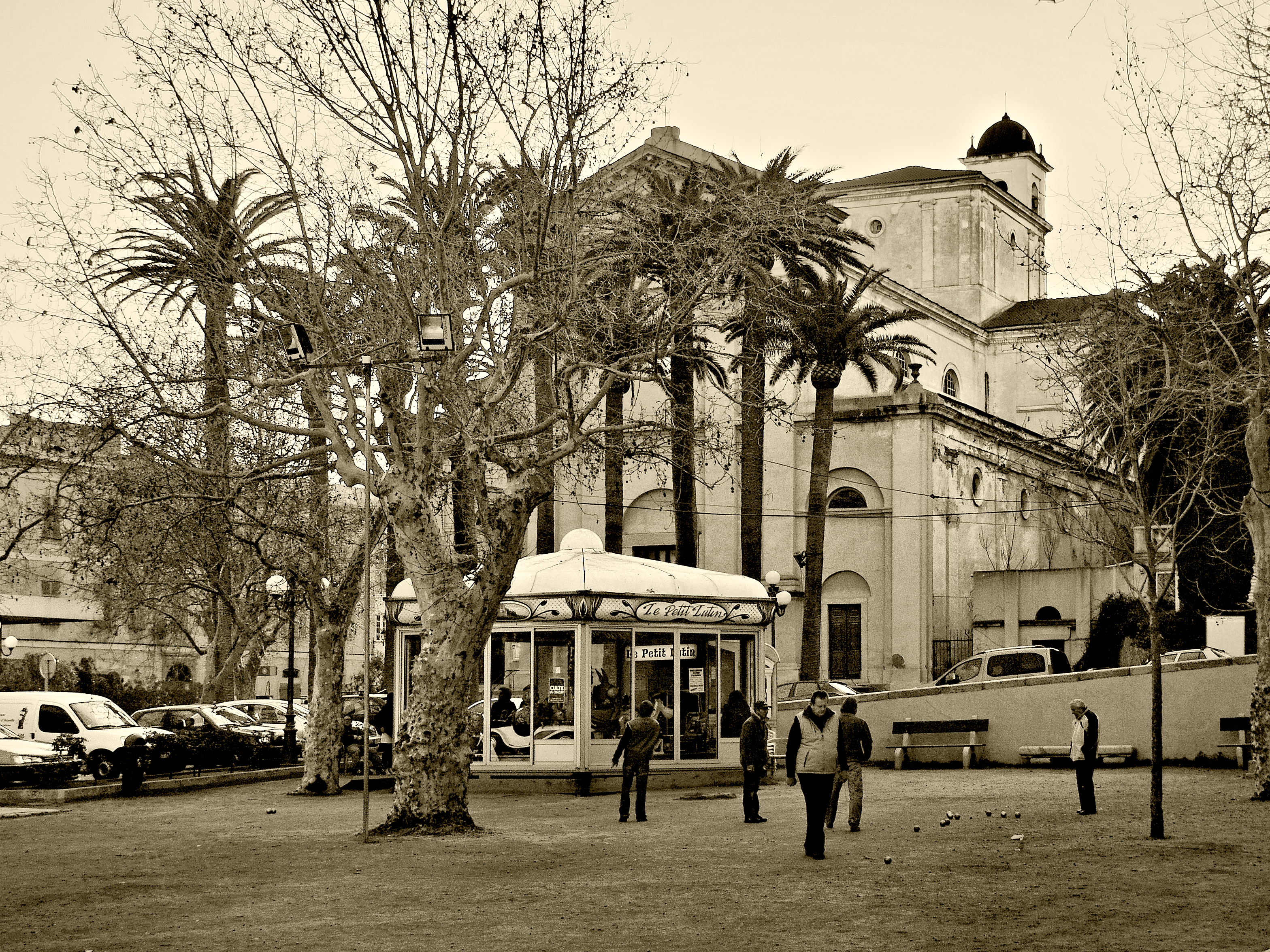
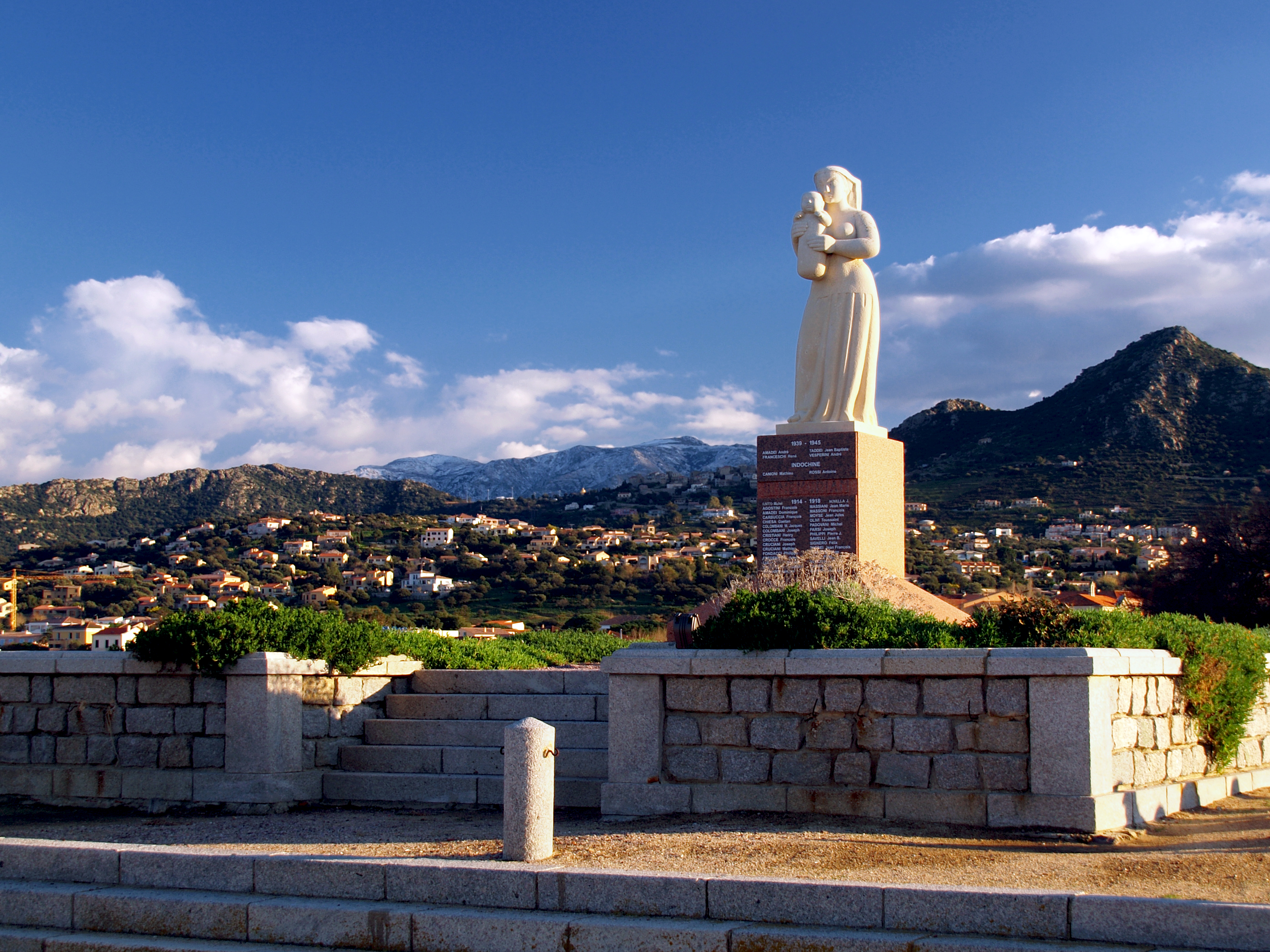